# Иннокентий VI
Инноке́нтий VI (лат. Innocentius PP. VI, в миру — Этьен Обер, фр. Etienne Aubert; 1282 или 1295 — 12 сентября 1362) — папа римский с 18 декабря 1352 года по 12 сентября 1362 года. Пятый папа периода Авиньонского пленения.

## Ранние годы
Отцом Этьена был Адемар Обер (1260-?), сеньор Монтель-де-Гелата в провинции Лимузен. Преемник Климента VI, он был родом из деревушки Мон епархии Лиможа (сейчас - часть коммуны Бессак, департамент Коррез), и после изучения гражданского права в Тулузе, он в 1338 году стал епископом Нуайона, а в 1340 — епископом Клермона. В 1342 году Этьен был возведён в сан кардинала-священника с титулом церкви Санти-Джованни-э-Паоло. С 1348 по 1352 был великим пенитенциарием, а в феврале 1352 стал кардиналом-епископом Остии и Веллетри.

## Папство
Этьен был коронован папой 30 декабря 1352 году под именем Иннокентия VI. После своего избрания он отменил подписанное соглашение о том, что Коллегия кардиналов имеет статус выше папы. Его последующая политика выгодно отличалась от других Авиньонских пап. Он провёл несколько необходимых реформ в управлении церковными делами, а через своего легата кардинала Альборноса, которые сопровождали Кола ди Риенцо, пытался навести порядок в Риме, где в 1355 году с его разрешения был коронован император Священной Римской империи Карл IV.
В значительной степени благодаря стараниям Иннокентия VI был заключён мир в Бретиньи (1360) между Францией и Англией. Во время его понтификата византийский император Иоанн V Палеолог предложил подчинить греческую церковь Римскому престолу при условии оказания ему помощи против Иоанна VI Кантакузина. Ресурсы, имеющиеся в распоряжении папы, однако, однозначно требовали внимания в первую очередь к собственным проблемам, и предложение было отклонено.
Большая часть церковных богатств, накопленных Иоанном XXII и Бенедиктом XII, были растрачены во время понтификата Климента VI. Иннокентий VI ввёл режим экономии. в частности, сократив свой обслуживающий персонал с двенадцати человек до восьми. Произведения искусства были проданы. Его понтификат был ознаменован войной в Италии и восстановлением Авиньона после чумы, что истощило папскую казну. В 1357 году папа жаловался на бедность.
Иннокентий VI в целом в истории остался как справедливый и милосердный понтифик, хотя Бригитта Шведская осуждала его как гонителя христиан. Он умер 12 сентября 1362 года. Ныне его могила находится в картезианском монастыре в Вильнёв-лез-Авиньон.